# 909
| [ Edytuj tabelę ]          |                                                |
| Król Anglii                | - 899 Edward Starszy 924                       |
| Hrabia Aragonii            | - 893 Galindo II 922                           |
| Król Armenii               | - 890 Symbat I Męczennik 913                   |
| Hrabia Barcelony           | - 897 Wilfred Borrell II 911                   |
| Książę Bawarii             | - 907 Arnulf 937                               |
| Książę Burgundii           | - 880 Ryszard I Prawodawca 921                 |
| Cesarz Bizancjum           | - 886 Leon VI Filozof 912 - 886 Aleksander 913 |
| Chan Bułgarii              | - 893 Symeon I 913                             |
| Książę Czech               | - 895 Spitygniew I 915                         |
| Król Franków wschodnich    | - 900 Ludwik IV Dziecię 911                    |
| Król Franków zachodnich    | - 893 Karol III Prostak 922                    |
| Cesarz Japonii             | - 897 Daigo 930                                |
| Kalif                      | - 908 Al-Muqtadir 932                          |
| Król Khmerów               | - 889 Jaszowarman I 910                        |
| Wielki książę Kijowa       | - 882 Oleg Mądry 912                           |
| Patriarcha Konstantynopola | - 907 Eutymiusz I Synkellos 912                |
| Król Leónu                 | - 866 Alfons III Wielki 910                    |
| Król Mercji                | - 879 Aethelred 911                            |
| Król Nawarry               | - 905 Sancho I 926                             |
| Król Norwegii              | - 872 Harald Pięknowłosy 930                   |
| Papież                     | - 904 Sergiusz III 911                         |
| Książę Saksonii            | - 880 Otto Dostojny 912                        |
| Król Szkocji               | - 900 Konstantyn II 943                        |
| Doża Wenecji               | - 888 Pietro Tribuno 912                       |
| Książę Węgier              | - 907 Zoltán 947                               |

Rok 909 / CMIX
stulecia: IX wiek ~
X wiek ~
XI wiek

lata: 899 «
904 «
905 «
906 «
907 «
908 «
909
» 910
» 911
» 912
» 913
» 914
» 919

## Wydarzenia
- - Ścięto drzewa, które wykorzystano do budowy grodu w miejscowości Raciąż
- Afryka
  - powstanie kalifatu Fatymidów w północnej Afryce

## Urodzili się
- 1 stycznia – Ar-Radi, dwudziesty kalif Abbasydów (zm. 940)